# Minoru Niizuma
Minoru Niizuma (新妻 実, Niizuma Minoru) est un artiste sculpteur abstrait japonais du XXe siècle, né le 29 septembre 1930 à Tokyo et mort le 5 septembre 1998. Il est actif à partir de 1959 aux États-Unis.

## Biographie
Élève de l'université des arts de Tokyo, Minoru Niizuma enseigne la sculpture à l'école Seijo de Tokyo, à la fin de ses études. En 1959, il s'installe à New York, où il enseigne, de 1964 à 1970 au Brooklyn Museum Art School, de 1972 à 1984 à la New York University Graduate School of Arts and Science de l'université de New York, en 1983 au Stone Institute.

## Son parcours
Il expose jusqu'en 1958 avec l'Association d'art moderne, où il est élu membre du jury permanent en 1957 et participe à de nombreuses expositions collectives: 
en 1965, Museum of Modern Art de New York.
en 1966, Whitney Museum of American Art de New York.
en 1967, Carnegie Museum of Art de Pittsburgh.
en 1975, Center for International Arts de New York.
en 1981, National Museum of Modern Art de Tokyo et Kyoto.
en 1982, Kunsthaus de Zug.
en 1983, 1984, 1987-1988, Solomon R. Guggenheim Museum de New York.
en 1992, Lisbonne.
Il montre ses œuvres dans des expositions personnelles: 
en 1955 à 1958, 1976, 1986, 1989 à Tokyo.
en 1966, 1968, et depuis 1971, régulièrement à New York.
en 1973, à Zurich.
en 1977, à Osaka.
en 1989, à Los Angeles.
en 1984, à San Francisco.
en 1986, à la Fondation Gulbenkian de Lisbonne.
en 1992, à Séoul.
Il reçoit deux commandes officielles de la ville de Tokyo en 1956 et 1958.

## Style et technique
Il opte pour des formes géométriques minimales, carré, rectangle, dans des œuvres massives, qui conservent et exploitent les qualités plastiques du matériau brut, notamment la pierre.

## Musées
Certaines de ses œuvres figurent dans les musées de: Buffalo (Albright Knox Art Ga.) - Des Moines (Art Center) - Kyoto (Nat. Mus. of Mod. Art) - Lisbonne (Fondation Gulbenkian) - New York  (Metropolitan Museum of Art) - New York (Fondation Gulbenkian) - Osaka (mun. Art Mus.) - San Diego (Musée d'Art) - Tokyo (Musée d'art moderne) - Tokyo (Seibu Mus. of Art) - Washington DC (Hirshhorn Mus. and Sculpture Garden, Smithsonian Inst.).